# Sansone e un filisteo
Sansone che uccide un filisteo è un gruppo scultoreo in marmo realizzato da Giambologna, scultore fiammingo particolarmente attivo nella Firenze medicea. È l'unica tra le opere principali dell'artista ad aver lasciato l'Italia. Fu commissionata nel 1562 da Francesco I de' Medici, originariamente come parte di una fontana ubicata presso il Casino di San Marco a Firenze. Fu successivamente trasferita in Spagna come dono e posizionata al Palacio de la Ribera di Valladolid. Il gruppo fu poi presentato nel 1623 al principe di Galles, divenuto poi Carlo I d'Inghilterra, che si trovava in Spagna per negoziare un contratto di matrimonio. Immediatamente Sansone e un filisteo divenne la scultura italiana più famosa in Inghilterra: appena vi fu trasferita, fu consegnata al prediletto del re, il duca di Buckingham, e in seguito cambiò proprietario per altre tre volte fino ad entrare a far parte delle collezioni del Victoria and Albert Museum nel 1954.

## Descrizione
La figura mostra Sansone mentre brandisce una mascella d'asino per uccidere uno dei filistei che lo ha provocato. L'opera, ricavata da un solo blocco di marmo, è un buon esempio di come le sculture del Giambologna possano essere osservate da molteplici punti di vista: il movimento a spirale dei corpi, infatti, invita a girarle intorno e guardarla da ogni prospettiva. La posa drammatica è ripresa da Michelangelo, che aveva settant'anni quando Giambologna lo incontrò a Roma. Nonostante sia stata esposta alle intemperie per tre secoli circa, la statua conserva ancora la finitezza originaria.

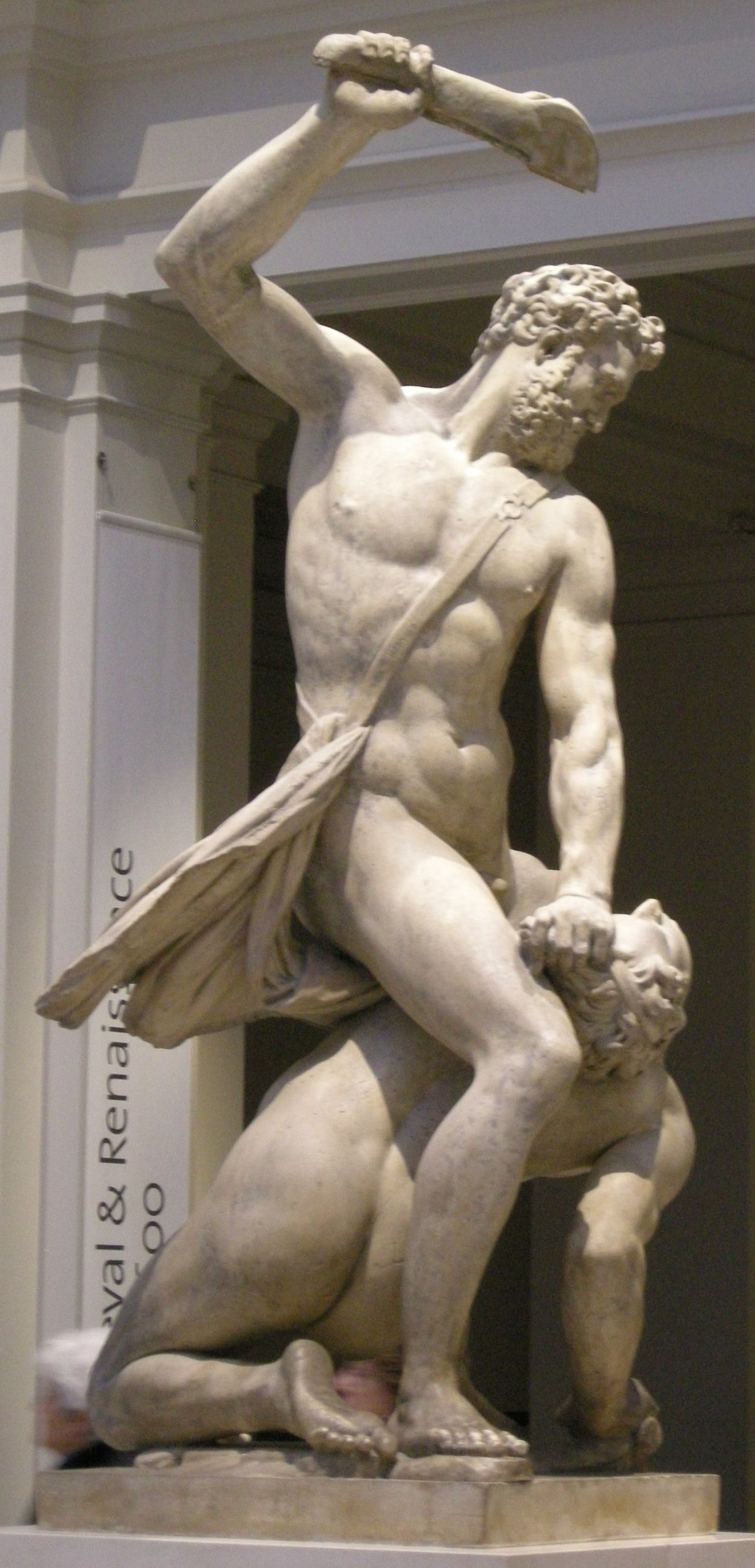
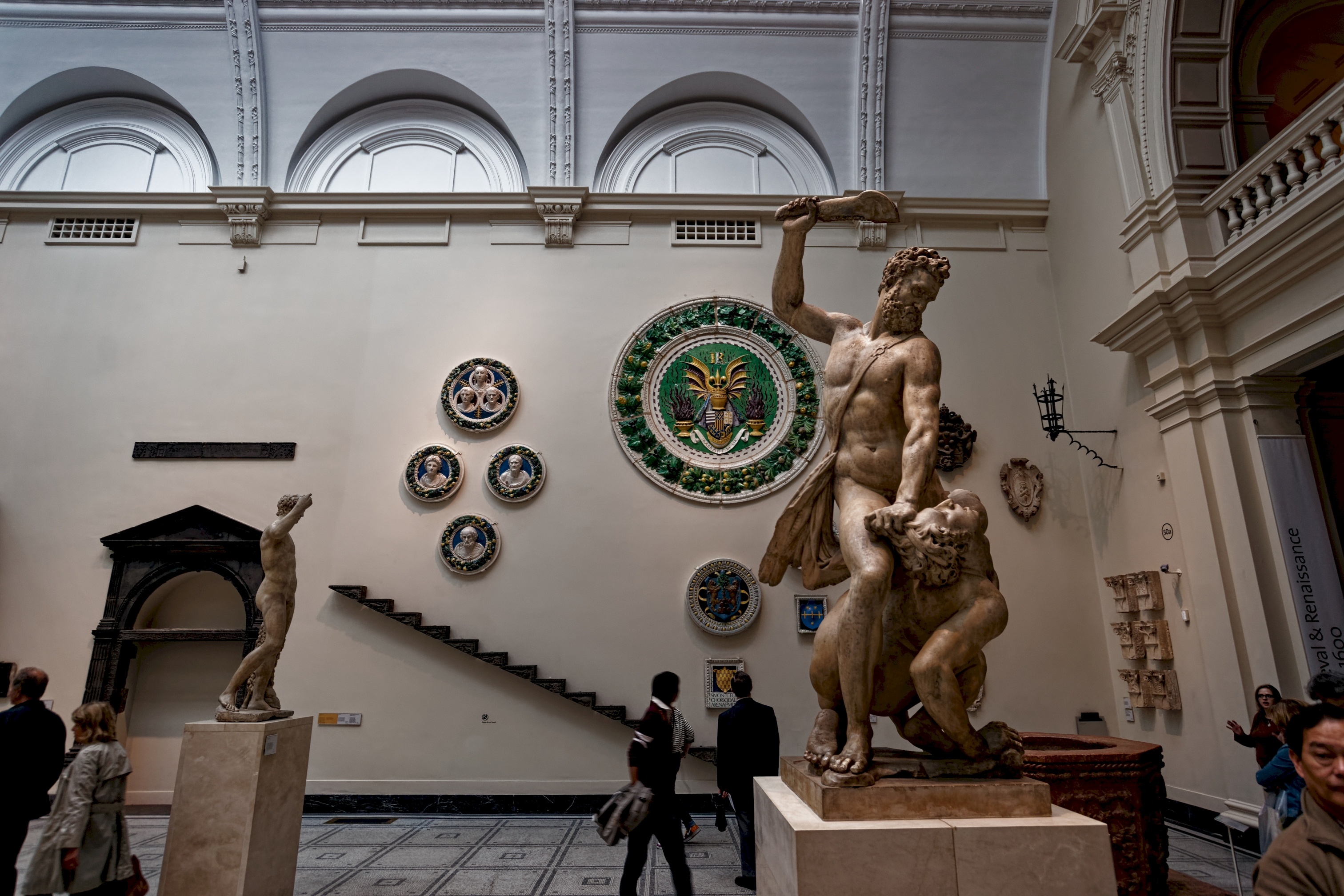
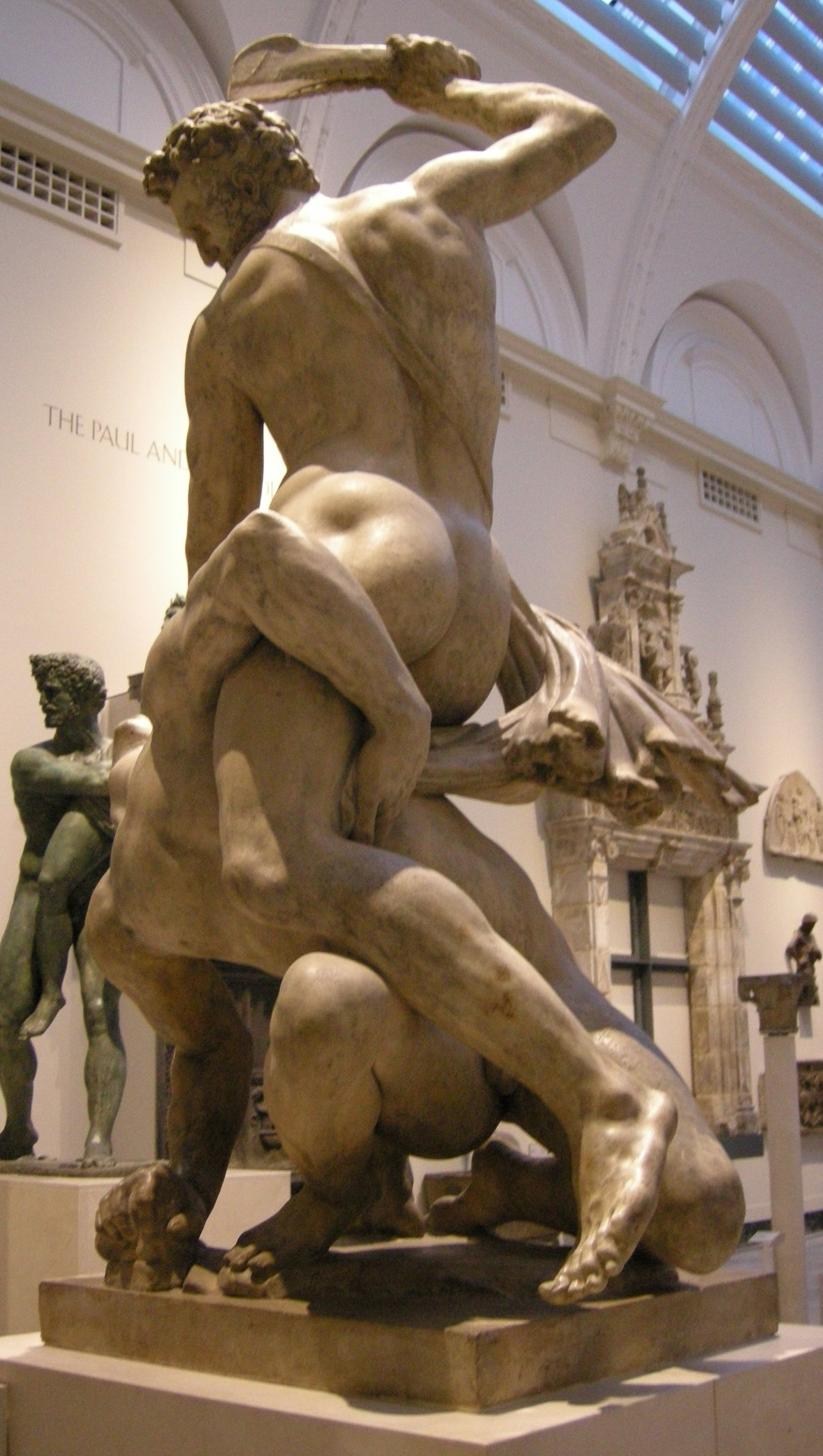